# Domingos Spitaletti
Domingos Spitaletti, mais conhecido como Carnera, (São Paulo, 22 de novembro de 1908 — Osasco, 7 de julho de 1986) foi um futebolista brasileiro, que atuava como zagueiro.

## Carreira
Carnera, que tinha esse apelido por conta de sua semelhança com o boxeador Primo Carnera, chegou ao Palmeiras, ainda chamado Palestra Itália, em 1933, vindo do Germânia. Nos quase dez anos em que atuou no Palmeiras, ele fez uma grande dupla de zaga com Junqueira, conquistou cinco títulos do Campeonato Paulista e um Rio-São Paulo, e participou de alguns dos momentos mais importantes da história do clube, como a goleada sobre o Corinthians por 8-0, em 1933, a maior da história do Derby, a inauguração do Estádio Palestra Itália, em uma vitória de 6-0 sobre o Bangu, também em 1933 e o título do Campeonato Paulista de 1942, primeiro após a mudança de nome de Palestra Itália para Palmeiras, quando perdeu a titularidade para Begliomini, mas foi importante quando preciso.
Carnera ainda atuou pela Seleção Brasileira por três vezes, entre 1936 e 1937, todas partidas válidas pelo Campeonato Sul-Americano de 1937 (que começou em 1936), quando o Brasil foi vice-campeão.
Ele saiu do Palmeiras em 1942, e ainda jogou no Comercial antes de encerrar a carreira.
Carnera faleceu em 1986, aos 77 anos.

## Títulos
Palmeiras
- Campeonato Paulista: 1933, 1934, 1936, 1940 e 1942
- Torneio Rio-São Paulo: 1933
- Campeonato Paulista Extra: 1938